# Batalla de Jankala
La batalla de Jankala fue un enfrentamiento militar librado durante la campaña en el Cáucaso que realizaron los generales (noyan) del Imperio mongol, Yebe y Subodai, en 1222. Su ejército chocó con una coalición de ciscaucasianos y túrquicos kipchak. El combate finalizó en una completa victoria para los mongoles y la aniquilación de los vencidos. Después de este éxito, los mongoles saquearon el norte del Cáucaso y continuaron su campaña aun más al norte.

## Antecedentes

### Situación previa
En 1220, el jagán del naciente Imperio mongol, Gengis Jan, envió a sus generales (noyan) Yebe y Subodai en una campaña en que enfrentaron a pueblos como los kibchaut (kipchak), orusut (rusos), machjarat (habitantes de Majar), asut (alanos, ancestros de los osetios), sessut (Durzukia, confederación tribal de los ancestros de los chechenos e ingusetios), serkessut (circasianos) y otros.
Con un ejército de dos tumenes, unos 20 000 hombres, Yebe y Subodai habían destrozado el Imperio jorezmita en su avance por la meseta iraní. El sah Mohamed II de Corasmia debió huir a una isla del mar Caspio, muriendo de enfermedad, mientras que su hijo Jalal ad-Din Mingburnu heredó un reino en pleno colapso. Los mongoles pasaron por la moderna Azerbaiyán, donde saquearon varias ciudades hasta llegar a la planicie de Mugán, lugar en el que descansaron y fueron reforzados por mercenarios kurdos y turcomanos.
A principios de 1221, los mongoles lanzaron una campaña contra el Reino de Georgia, pero fueron rechazados por el ejército local, compuesto por 10 000 hombres, y se vieron obligados a retirarse. Un mes después, el ejército mongol volvió a Azerbaiyán, sitió Maraghe y finalmente la capturó. A finales de ese año, los mongoles avanzaron de nuevo sobre Georgia. Según Gabriel, esta vez estaban los refuerzos hicieron crecer sus fuerzas a 30 000 hombres y derrotaron a los georgianos, provocando su retirada y devastando el sur de Georgia. Sin embargo, De Hartog sostiene que si se tiene en cuenta las bajas en los asedios anteriores y los inevitables recambios que vivió, probablemente jamás pasaron los 20 000.

### Campaña
En su camino hacia el Cáucaso septentrional, el ejército mongol saqueó Shamaji, capital de los señores de Shirván. Continuando su avance, llegaron a Derbent, cuyos habitantes no dejaron pasar al ejército. Al no poder conquistar la ciudad, los mongoles se dirigieron al gobernante de la ciudad con una propuesta de hacer la paz y enviaron a varias mensajeros con este fin. Habiendo creído a los recién llegados, los lezguinos les enviaron a 10 de sus honorables ancianos. Pero los líderes mongoles mataron inmediatamente a uno de ellos y obligaron al resto bajo amenaza de muerte a mostrarles un camino de circunvalación para entrar en la llanura ciscaucásica. La amenaza, sin embargo, tuvo el efecto contrario.
Los guías condujeron a los tártaros mongoles a las gargantas montañosas del interior de Daguestán y Chechenia, sin que ellos lo supieran, donde los conquistadores se encontraron en una trampa. Ibn al-Atir, Juvaini y Kirakos Gandzaketsi informan que el destacamento mongol no pasó por Derbent, sino por las escarpadas montañas del Cáucaso. El paso por las montañas del Cáucaso fue costoso para los nómadas, que perdieron cientos de hombres por el frío y tuvieron que abandonar sus máquinas de asedio.
Basándose en estos relatos, y analizando también la toponimia y las leyendas locales, los historiadores han establecido que los mongoles remontaron el desfiladero del río Gilgerychay siguiendo la ruta: Kasumkent, Jiv, Kumuj, Choj, Junzaj, Botlij y el paso de Andiysky. Según Ibn al-Atir, a lo largo del camino, «robaron y mataron a muchos lezguinos, que eran en parte musulmanes y en parte infieles».

## Combate

### Primeras etapas
Para llegar del actual Daguestán a Chechenia, los mongoles tuvieron que seguir la ruta: Jarachoy, Vedeno, el desfiladero del río Juljulau, Shali y la actual Grozni.
Los mongoles, que se desplazaban por el Cáucaso septentrional, infundían miedo entre los locales destruyendo todo a su paso. Según Ibn al-Atir: «Estos [los mongoles] no se compadecían de nadie, golpeaban a mujeres, hombres y bebés, abrían los vientres de las embarazadas y mataban a los fetos». Según la leyenda, los antepasados de los chechenos utilizaban en su territorio métodos tradicionales de defensa cuando el enemigo avanzaba por el desfiladero: bloqueos o cortar caminos, desprendimientos de rocas, emboscadas, atrayendo al enemigo hacia lo profundo de su territorio, agotando sus fuerzas y desmoralizándolo con continuas incursiones, y sólo después de eso, una batalla decisiva. Esto dio a los habitantes del Cáucaso septentrional es tiempo suficiente para reunir una gran fuerza y prepararse para la gran batalla que se avecinaba.
La confederación tribal de Durzukia se alió con los alanos, lezguinos y circasianos. Luego se les unieron los cumanos que habían logrado incorporar a los jázaros y los búlgaros del Volga. Reunieron un ejército de 50 000 hombres a las órdenes del hermano del jan Köten de los cumanos, Yuri, y su hijo Daniel.

### Batalla principal
La batalla tuvo lugar en el desfiladero de Jankala, al suroeste de la actual Grozni. Se dividió en tres partes: en la primera, aunque no pudieron lograr una victoria decisiva, la coalición logró hacer retroceder a los mongoles, y ambos bandos sufrieron muchas bajas. Los comandantes mongoles se embarcaron en una artimaña: antes del comienzo de la segunda batalla, los mongoles enviaron embajadores a los señores feudales de los turcos kipchak. Les dijeron «Nosotros y ustedes somos del mismo tipo, y estos alanos no son de los suyos, así que no tienen nada que ayudarlos; nuestra fe no es como la de ellos, y les prometemos que los atacaremos y les traeremos dinero y ropa tanto como quieran; déjennos con ellos». Al prometerles los tesoros de las tribus caucásicas y recordarles la amistad turco-mongol, los mongoles convencieron a los kipchak y, después de recibir los tesoros prometidos, abandonaron el campo de batalla. Yuri, que estaba herido, abandonó el campo de batalla atravesando un bosque cercano.
Después de la traición de los janes kipchak, el equilibrio de poder cambió a favor de los mongoles, y los habitantes del Cáucaso septentrional aceptaron con valentía una segunda batalla contra un enemigo numéricamente superior. Poco después, los mongoles atacaron al débil ejército, lo rodearon y lo destruyeron antes de ejecutar a todos los prisioneros de guerra. Los durzukios evitaron la derrota total al escapar de las líneas enemigas y abandonar el campo de batalla.

### Cacería de los kipchak
Después, en las estepas del norte, los mongoles desplegaron a su caballería y atacaron por sorpresa a los kipchak, matando a los que encontraron y quitándoles el doble de lo que les habían entregado. Los kipchak se dispersaron en todas direcciones, algunos avanzaron al mar Caspio, tomaron Derbent y saquearon Transcaucasia, otros huyeron a los mares Negro y de Azov y pidieron ayuda a los príncipes rusos, «El resto huyó a los pantanos y a las cimas de las montañas, abandonando sus tierras». Las crónicas rusas también mencionan la derrota de los circasianos.

## Consecuencias
Los mongoles avanzaron hasta la península de Crimea, donde saquearon Sudak, y posteriormente vencieron a cumanos y rusos en la batalla del río Kalka. Los invasores siguieron su viaje, siendo vencidos por los búlgaros del Volga, regresando a la meseta de Mongolia en 1224.
Aunque Jankala fue una completa victoria para ellos, los mongoles no consiguieron hacerse con el control de la región.

### Primaria
Los libros son citados en números romanos y capítulos y párrafos en números arábigos. Entre paréntesis se usaron los apellidos de los editores o traductores de las ediciones usadas para indicar las páginas. 
- Ali ibn al-Atir. La historia completa. En Richards, D. S. (2016). The Chronicle of Ibn al-Athir for the Crusading Period from al-Kamil fi'I-Ta'rikh. The Years 589-629/1193-1231: The Ayyubids after Saladin and the Mongol Menace (en inglés) III. Londres: Routledge.
- Ata-Malik Juvaini. Historia del conquistador del mundo. En Boyle, John Andrew (1958). The History of the World-Conqueror (en inglés) I. Cambridge: Harvard University Press.
- Bardanes de Arevel. Recopilación Histórica. En Bedrosian, Robert (2007). Vardan Arewelts'i's Compilation of History (en inglés). Long Branch: El traductor. Véase también en Emin, Mkrtich (1861). Всеобщая история Вардана Великого (en ruso). Moscú: Пер. Н. Эмина.
- Códice de Laurencio. En Popov, Andréi Nikoláyevich (1872). ПСРЛ. Летопись по Лаврентьевскому списку (en ruso) I. San Petersburgo: Типография Эдуарда Праца.
- Crónica de Galitzia y Volinia (parte del Códice de Hipacio). En Majnovets, Leonid Efrémovich (1989). «Роки 1224 — 1244». Літопис руський (en ucraniano). Kiev: Дніпро. pp. 379-400.
- Crónica de Nóvgorod. En Michell, Robert; Shakhmaton, A. A.; Forbes, Nevill; Beazley, Charles Raymond (1914). The chronicle of Novgorod, 1016-1471 (en inglés). Londres: Offices of Society.  Véase también en Nasonov, Arseni Mikoláyovich (1950). Новгородський перший літопис (en ucraniano). Moscú: Издательство Академии Наук СССР. pp. 59-72.
- Historia secreta de los mongoles. En Onon, Urgunge (2005).  Urgunge Onon, ed. Secret History of the Mongols (en inglés). Nueva York: Taylor & Francis. ISBN 0-203-98876-0.
- Kirakos Gandzaketsi. Historia de los armenios. En Bedrosian, Robert (1986). Kirakos Gandzakets'i's History of the Armenians (en inglés). Nueva York: El autor. Véase también en Attalus.
- Rashid-al-Din Hamadani. Compendium de Crónicas. En Arends, Alfred Kárlovich (1946). Сборник летописей (Книга 2) I. Moscú: Institut vostokovedenii︠a︡ (Akademii︠a︡ nauk SSSR).

### Moderna
- Anguni, Amin (2013). Государственность Народа Нохчий (en ruso). Grozni: Бяццара Кхиэташуо (БК).
- De Hartog, Leo (2004). «The great raid». Genghis Khan. Conqueror of the World (en inglés). Londres: Tauris. pp. 116-123. ISBN 9781860649721.
- Gabriel, Richard A. (2006). Genghis Khan's Greatest General: Subotai the Valiant (en inglés). Norman: University of Oklahoma Press. ISBN 9780806137346.
- Jizriev, J. A. (2014). «Чечня в период иноземных нашествий (XIII–XV вв.)».  En A. M. Arsanukaeva, ed. Вестник Института развития образования ЧР. Вып. (en ruso) XIII. Grozni: Издательство Института развития образования ЧР. ISBN 978-5-98108-028-9.
- Kozin, S. A. (1941). Сокровенное сказание Юань Чао Би Ши (en ruso). Moscú: Издательство Академии наук СССР.
- Latham-Sprinkle, John (2022). «The Mongol conquest of Caucasia».  En Timothy May; Michael Hope, ed. The Mongol World (en inglés). Nueva York: Routledge. pp. 213-226. ISBN 978-1-138-05667-1.

- Datos: Q117884544